# Braunau am Inn

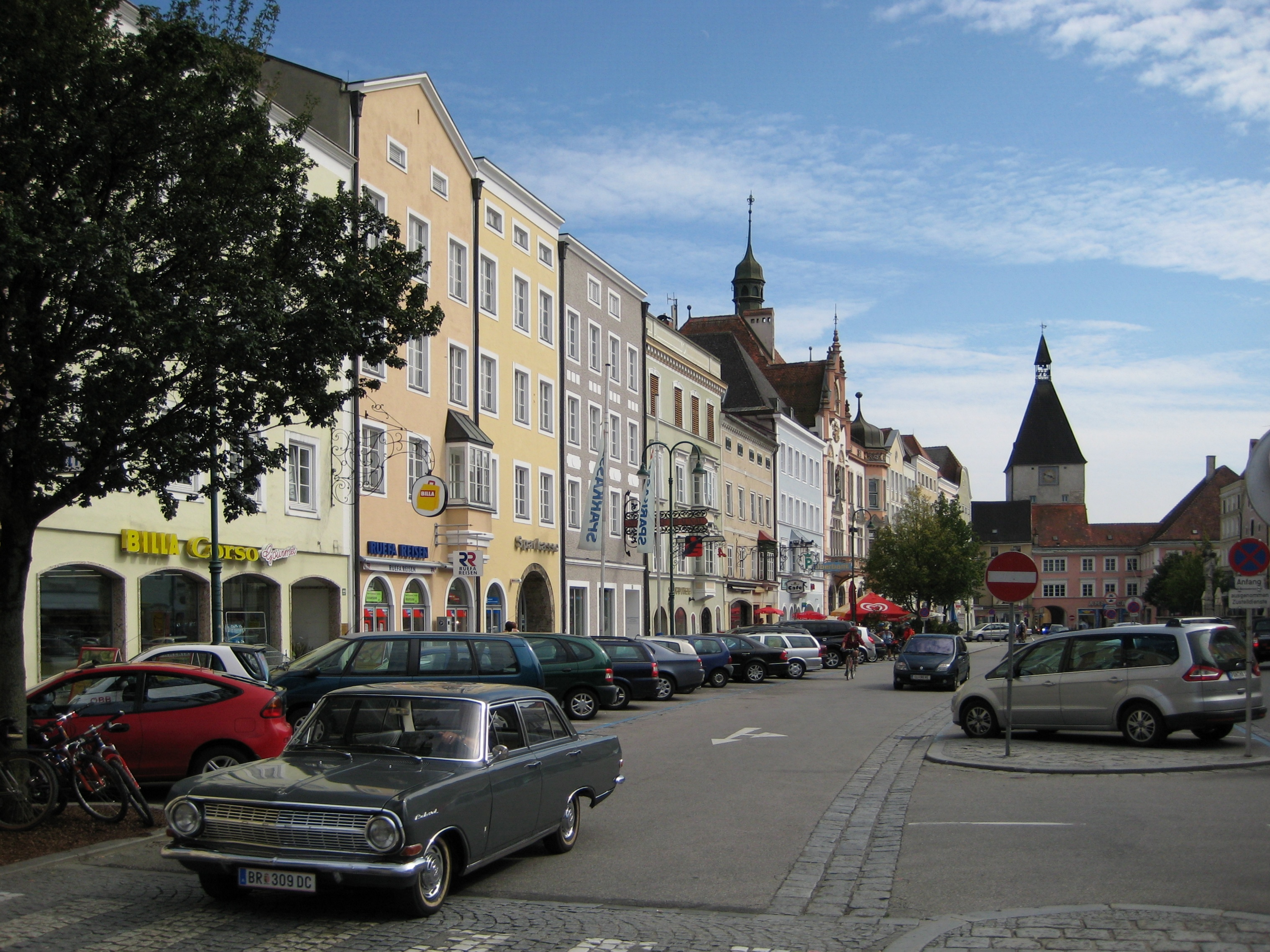
Braunau am Inn

Braunau am Inn este un mic oraș (populație cca. 20.000) în Austria, în Innviertel (zona râului Inn) al Austriei Superioare (Oberösterreich), provincia nord-vestică a Austriei. Este situat la 90 km vest de Linz, aproape de granița cu landul german Bavaria.
Orașul a fost fondat în jurul anului 1110, devenind o fortăreață și o intersecție a unor importante drumuri de comerț, ale sării și vapoarelor de pe Râul Inn. În istoria sa a fost condus de diferite popoare, printre care și de bavarezi înainte de 1779 și din nou între 1809 și 1816.
În acest oraș, pe strada Salzburger Vorstadt, la numărul 15, s-a născut Adolf Hitler, la 20 aprilie, 1889.

## Personalități
- Adolf Hitler